# Calinòlob de Nova Zelanda
El calinòlob de Nova Zelanda (Chalinolobus tuberculatus) és una espècie de ratpenat de la família dels vespertiliònids. És endèmic de Nova Zelanda. El seu hàbitat natural són els boscos temperats, tot i que també s'acosta a granges i plantacions. Està amenaçat per la depredació i competició per part d'espècies introduïdes, la pèrdua i degradació del seu hàbitat i la pertorbació humana.